# Węgrzce (Petite-Pologne)
Pour l’article homonyme, voir Węgrzce (Basse-Silésie).
Węgrzce est un village de Pologne, situé dans le gmina de Zielonki, dans le Powiat de Cracovie, dans la voïvodie de Petite-Pologne.

## Source
- (en) Cet article est partiellement ou en totalité issu de l’article de Wikipédia en anglais intitulé « Węgrzce, Lesser Poland Voivodeship » (voir la liste des auteurs).